# Isidore De Loor
Isidore De Loor, ordensnamn Isidore av den helige Josef, född 18 april 1881 i Vrasene, Beveren, Östflandern, död 6 oktober 1916 i Kortrijk, Västflandern, var en belgisk romersk-katolsk passionist. Han vördas som salig i Romersk-katolska kyrkan, med minnesdag den 6 oktober.

## Biografi
Isidore De Loor avlade sina ordenslöften år 1908 och kom senare att tjänstgöra som trädgårdsmästare och kock i klostret i Kortrijk. Sommaren 1911 diagnosticerades han med cancer i höger öga, vilket opererades bort. Det kunde dock konstateras att han även hade cancer i magen. År 1916 drabbades Isidore även av lungsäcksinflammation; därtill spred sig cancern snabbt. Isidore De Loor dog den 6 oktober 1916, 35 år gammal.
Isidore De Loor saligförklarades av påve Johannes Paulus II den 30 september 1984.

## Bilder
| - Salige Isidores gravkapell i Sint-Antoniuskerk i Kortrijk. |